# Автозаводська (станція метро, Москва)
55°42′46″ пн. ш. 37°39′27″ сх. д. / 55.71278° пн. ш. 37.65750° сх. д.
«Автозаводська» (рос. Автозаводская) — (станція Замоскворіцької лінії Московського метрополітену між станціями «Павелецька» та «Технопарк». Розташована на території муніципального району  «Даниловський» Південного адміністративного округу міста Москви. Є пам'яткою архітектури, на якій розміщена відповідна пам'ятна дошка.

## Історія
Станція побудована в складі третьої черги будівництва Московського метрополітену на ділянці «Площа Свердлова» (нині — «Театральна») — «Завод імені Сталіна».
Проєкт станції було обрано на конкурсній основі з 42 проєктів — подібну різноманітність є можливим пояснити тим, що в той час все, пов'язане з ім'ям вождя, було дуже престижно. Переможцем був визнаний проєкт до того часу вже відомого архітектора О. М. Душкіна (за участю М. С. Князєва).
У 1940 році розпочато будівництво станції, але після початку німецько-радянської війни роботи були призупинені. Як тільки регулярні бомбардування міста було припинено, будівництво було відновлено, і 1 січня 1943 року станція введена в експлуатацію.
До 5 липня 1956 року мала назву «Завод імені Сталіна». Після розвінчання культу особи Сталіна була перейменована разом із заводом. Назву отримала по розташованому поруч автомобільному заводу імені І. А. Лихачова.

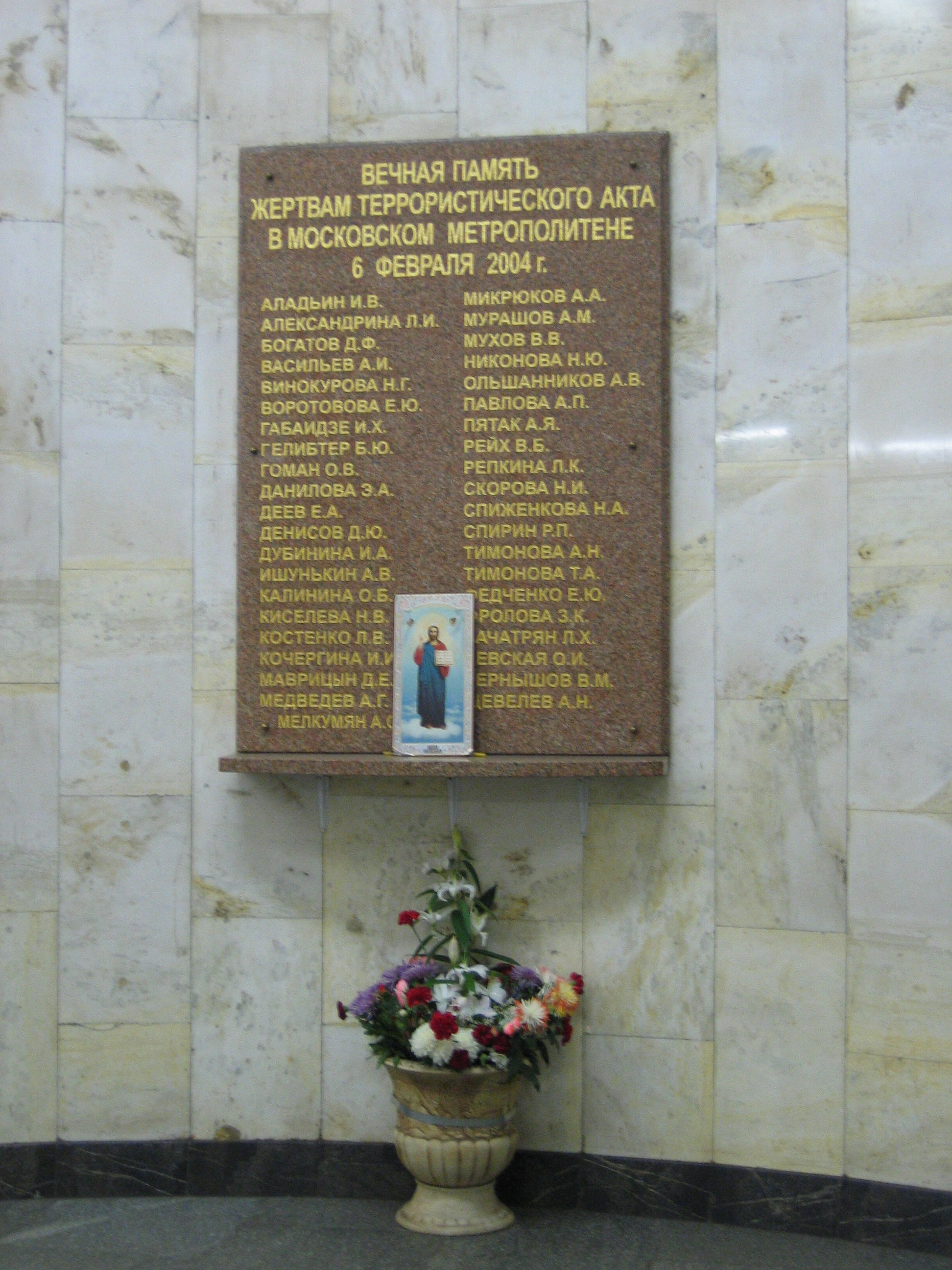
Меморіальна дошка в пам'ять про жертв теракту 6 лютого 2004 року

6 лютого 2004 року, о 08:32, біля перших дверей другого вагона поїзда, що прямував у центр по перегону «Автозаводська» — «Павелецька», відбувся теракт. Терорист-смертник привів у дію вибуховий пристрій, що знаходився у нього за спиною в рюкзаку, внаслідок чого загинуло 41 особа  крім самого терориста, майже 250 осіб було поранено. 6 лютого 2005 року, на згадку про жертв теракту, на станції «Автозаводська» відкрита меморіальна дошка з іменами загиблих під час вибуху.

## Технічна характеристика
Конструкція станції — колонна трипрогінна мілкого закладення (глибина закладення — 11 метрів), з однією острівною прямою платформою. Споруджена за індивідуальним проєктом.

## Пересадки
- Автозаводська
- Автобуси: 8, 9, 44, 99, 142, 186, 193, 322, т26, т40, т67

## Колійний розвиток

Схема колійного розвитку станції «Автозаводська»

Станція з колійним розвитком — 6 стрілочних переводів, перехресний з'їзд та 2 станційні колії для обороту та відстою рухомого складу.
За станцією розташовані тупики, що використовувалися для обороту поїздів до продовження лінії на південь, наразі вони використовуються для технічного обслуговування і нічного відстою потягів. Частина перегону «Автозаводська» — «Коломенська» наземна, і розташовується на мосту над Москвою-рікою.

## Конструкція та оздоблення
Конструктивно та архітектурно «Автозаводська» є варіацією на тему «Кропоткінської». Головна відмінність полягає в тому, що «Автозаводська» істотно вище. Два ряди тонких залізобетонних колон квадратного перетину з ребрами підтримують сплощені, але разом з тим рельєфні безбалочні склепіння. У торцях станції розташовані ескалатори, прохід до яких зі станції здійснюється через круглі аванзали.
Колійні стіни станції оздоблені мармуром Прохоров-Баландінського родовища, переважно теплих тонів. Колони оздоблені жовто-ліловим алтайським мармуром «Ороктой» (у Московському метрополітені це перше використання такого мармуру), база колон — чорний діабаз. Підлога також викладена чорним діабазом з простим геометричним орнаментом із чорного та сірого граніту. Також місцями використовувалися асфальт і метласька плитка.
Спочатку на склепінні по центру залу розміщувалися оригінальні конічні світильники. Пізніше вони були замінені люмінесцентними лампами, які розташовуються між сусідніми колонами в кожному ряду (два ряди світильників), і таким чином, вигляд станції був кардинально змінений. У північному торці центрального залу розміщувалася гіпсова скульптура Йосипа Сталіна (демонтована при спорудженні північного виходу в місто).

## Вестибюлі
Станція має два виходи, що ведуть на вулиці Автозаводська і Мастеркова. Крім того, обидва виходи знаходяться на різних сторонах Автозаводської площі, на яку ведуть 1-й, 2-й і 3-й Автозаводські проїзди.
Двоповерховий південний вестибюль — ровесник станції, також виконаний за проєктом Олексія Душкіна. Початково стояв окремо, але у 1961 році він був вбудований у восьмиповерхову житлову цегляну будівлю. Фасад прикрашають напівколони з лабрадору і дуже високі засклені арки дверних прорізів. Відразу за подвійними дверима знаходиться прямокутний аванзал станції. По кутах аванзалу розташовані великі вентиляційні віддушини, забрані кованими решітками з рослинним орнаментом. Стіни аванзалу оздоблені кремовим мармуром родовища Газган.
Аванзал широким і коротким переходом з'єднується з круглим ескалаторним залом, де встановлені турнікети. Еліптична арка ескалаторної камери зовні обведена вузьким дуговим балконом. Стіни ескалаторного залу оздоблені кремовим мармуром родовища Коєлга. Навпроти ескалатору розташовано велике мозаїчне панно, виконане з різних сортів мармуру, епічно зображує дефіляду на Красній площі.
Крім спуску на станцію і переходу в аванзал, з ескалаторного залу ведуть три службові двері, декоровані великими арками і оздоблені червонуватим мармуром.
Сферичний купол вестибюля прикрашений спрощено-схематичним розписом по штукатурці в синьо-червоно-золотій колірній гамі, виконаним у кінці 1950-х років. Розпис зображує сцени з життя робітників заводу ЗІЛ і моменти історії СРСР, центром композиції служать величезні червоні серп і молот. Розпис доповнюють червоні стрічки з написами «Мир», «Труд», «Свобода», «Рівність», «Братство», «Щастя».
Північний вихід, побудований за проєктом М. Г. Файнштейна в 1968 і в цілому типовий для московського метрополітену, закінчується в підземному переході під вулицею Мастеркова.